# Gabriel Hachen
Gabriel Alejandro Hachen (Rosario; 16 de octubre de 1990) es un futbolista argentino que se desempeña como mediocampista y juega en San Martín de Tucumán, de la Primera Nacional de Argentina.

## Trayectoria

### Newell's Old Boys
Mediocampista, de perfil izquierdo, que se desarrolló en las inferiores del Newell's Old Boys de su natal Rosario, debutó en su primer equipo en el 2011.
Con Newell's Old Boys, aunque jugó muy poco, integró el plantel que consiguió el título del Clausura 2013 de la Liga Argentina.

### Atlante F. C.

#### Apertura 2014
En el 2014 es fichado por el Atlante de la Liga de ascenso de México, y debuta con el equipo azulgrana el Apertura 2014, teniendo una regular actuación, ya que a pesar de calificar a la liguilla por el título, los potros fueron eliminados por el Necaxa en cuartos de final. También jugó en la Copa MX del mismo ciclo, en dicho torneo los azulgranas no pasaron de la primera ronda.

#### Clausura 2015
Para el Clausura 2015 inicia el torneo el 9 de enero de 2015, anotando en el debut atlantista, ante Dorados de Sinaloa. En la jornada 2, visitan al Altamira, el 18 de enero de 2015, y vuelve a anotar para darle otros 3 puntos a los Potros de hierro. Logra anotar por tercer juego consecutivo en la jornada 3, ante los Alebrijes de Oaxaca en la victoria atlantista 2-0. En la jornada 6 logra anotar en la derrota atlantista en Tepic, además de salir antes de terminar el juego por lesión.

#### Apertura 2015
En la jornada 8 colabora con una anotación en la victoria atlantista sobre Correcaminos. En cuartos de final colabora con un gol en una remontada ante los Alebrijes de Oaxaca y lograr el pase a semifinales.
Clausura 2016.-Anota gol en la jornada 5 ante Atlético San Luis, vuelve a anotar en la siguiente fecha, contra Alebrijes de Oaxaca. En la jornada 7 se hace presente con un tanto, en la goleada atlantista sobre Zacatepec.

### Dorados de Sinaloa

#### Apertura 2016
Logra anotar el primer triplete de su carrera, ante Lobos BUAP Abre el marcador en el juego de vuelta de cuartos de final ante Potros UAEM, el juego terminó empatado 3-3 y la eliminatoria terminó 4-4, pero por el criterio de gol de visitante avanzó Dorados. En semifinales, nuevamente empatan en el global ante Zacatecas, nuevamente el gol en cancha ajena le da el pase al equipo de Sinaloa.
La final la jugará ante el equipo que lo trajo a México, el Atlante.

## Estadísticas

### Clubes
Actualizado hasta su último partido disputado el 10 de agosto de 2025.
| Club                              | Div.          | Temporada     | Liga  | Liga  | Liga   | Copas nacionales | Copas nacionales | Copas nacionales | Torneos internacionales | Torneos internacionales | Torneos internacionales | Total | Total | Total  |
| Club                              | Div.          | Temporada     | Part. | Goles | Asist. | Part.            | Goles            | Asist.           | Part.                   | Goles                   | Asist.                  | Part. | Goles | Asist. |
| --------------------------------- | ------------- | ------------- | ----- | ----- | ------ | ---------------- | ---------------- | ---------------- | ----------------------- | ----------------------- | ----------------------- | ----- | ----- | ------ |
| C. A. Newell's Old Boys Argentina | 1.ª           | 2011-12       | 2     | 0     | 0      | 1                | 0                | 0                | —                       | —                       | —                       | 3     | 0     | 0      |
| C. A. Newell's Old Boys Argentina | 1.ª           | 2012-13       | 3     | 0     | 0      | 1                | 0                | 0                | —                       | —                       | —                       | 4     | 0     | 0      |
| C. A. Newell's Old Boys Argentina | Total club    | Total club    | 5     | 0     | 0      | 2                | 0                | 0                | 0                       | 0                       | 0                       | 7     | 0     | 0      |
| Atlante F. C. · México            | 2.ª           | 2014-15       | 25    | 4     | 4      | 5                | 1                | 0                | —                       | —                       | —                       | 30    | 5     | 4      |
| Atlante F. C. · México            | 2.ª           | 2015-16       | 38    | 10    | 5      | 2                | 2                | 0                | —                       | —                       | —                       | 40    | 12    | 5      |
| Atlante F. C. · México            | Total club    | Total club    | 63    | 14    | 9      | 7                | 3                | 0                | 0                       | 0                       | 0                       | 70    | 17    | 9      |
| Dorados de Sinaloa · México       | 2.ª           | 2016-17       | 45    | 14    | 2      | 1                | 0                | 0                | —                       | —                       | —                       | 46    | 14    | 2      |
| Dorados de Sinaloa · México       | 2.ª           | 2017-18       | 32    | 4     | 3      | 3                | 0                | 0                | —                       | —                       | —                       | 35    | 4     | 3      |
| Dorados de Sinaloa · México       | Total club    | Total club    | 77    | 18    | 5      | 4                | 0                | 0                | 0                       | 0                       | 0                       | 81    | 18    | 5      |
| F. C. Juárez · México             | 2.ª           | 2018-19       | 29    | 9     | 4      | 6                | 1                | 0                | —                       | —                       | —                       | 35    | 10    | 4      |
| F. C. Juárez · México             | 1.ª           | 2019-20       | 15    | 0     | 0      | 4                | 1                | 0                | —                       | —                       | —                       | 19    | 1     | 0      |
| F. C. Juárez · México             | Total club    | Total club    | 44    | 9     | 4      | 10               | 2                | 0                | 0                       | 0                       | 0                       | 54    | 11    | 4      |
| Defensa y Justicia Argentina      | 1.ª           | 2020-21       | —     | —     | —      | 11               | 1                | 1                | 9                       | 2                       | 1                       | 20    | 3     | 2      |
| Defensa y Justicia Argentina      | 1.ª           | 2021          | 24    | 3     | 1      | 9                | 1                | 0                | 6                       | 0                       | 0                       | 39    | 4     | 1      |
| Defensa y Justicia Argentina      | 1.ª           | 2022          | 2     | 0     | 0      | 12               | 0                | 2                | 4                       | 0                       | 0                       | 18    | 0     | 2      |
| Defensa y Justicia Argentina      | Total club    | Total club    | 26    | 3     | 1      | 32               | 2                | 3                | 19                      | 2                       | 1                       | 77    | 7     | 5      |
| C. A. Independiente Argentina     | 1.ª           | 2022          | 11    | 0     | 0      | —                | —                | —                | —                       | —                       | —                       | 11    | 0     | 0      |
| C. A. Independiente Argentina     | Total club    | Total club    | 11    | 0     | 0      | 0                | 0                | 0                | 0                       | 0                       | 0                       | 11    | 0     | 0      |
| Audax Italiano · Chile            | 1.ª           | 2023          | 24    | 2     | 5      | 3                | 1                | 0                | 9                       | 0                       | 1                       | 36    | 3     | 6      |
| Audax Italiano · Chile            | Total club    | Total club    | 24    | 2     | 5      | 3                | 1                | 0                | 9                       | 0                       | 1                       | 36    | 3     | 6      |
| C. A. Platense Argentina          | 1.ª           | 2024          | 8     | 0     | 0      | 9                | 2                | 0                | —                       | —                       | —                       | 17    | 2     | 0      |
| C. A. Platense Argentina          | Total club    | Total club    | 8     | 0     | 0      | 9                | 2                | 0                | 0                       | 0                       | 0                       | 17    | 2     | 0      |
| San Martín (T) Argentina          | 2.ª           | 2025          | 19    | 0     | 2      | 1                | 0                | 0                | —                       | —                       | —                       | 20    | 0     | 2      |
| San Martín (T) Argentina          | Total club    | Total club    | 19    | 0     | 2      | 1                | 0                | 0                | 0                       | 0                       | 0                       | 20    | 0     | 2      |
| Total carrera                     | Total carrera | Total carrera | 277   | 46    | 26     | 68               | 10               | 3                | 28                      | 2                       | 2                       | 373   | 58    | 31     |
| 1. 2.                             |               |               |       |       |        |                  |                  |                  |                         |                         |                         |       |       |        |

## Palmarés

### Campeonatos nacionales
| Título           | Club               | País      | Año    |
| ---------------- | ------------------ | --------- | ------ |
| Primera División | Newell's Old Boys  | Argentina | F-2013 |
| Liga de Ascenso  | Dorados de Sinaloa | México    | A-2016 |

### Campeonatos internacionales
| Título              | Club               | Sede     | Año  |
| ------------------- | ------------------ | -------- | ---- |
| Copa Sudamericana   | Defensa y Justicia | Córdoba  | 2020 |
| Recopa Sudamericana | Defensa y Justicia | Brasilia | 2021 |